# Municipio de Milo (Minnesota)
El municipio de Milo (en inglés: Milo Township) es un municipio ubicado en el condado de Mille Lacs en el estado estadounidense de Minnesota. En el año 2010 tenía una población de 1385 habitantes y una densidad poblacional de 15,59 personas por km².

## Geografía
El municipio de Milo se encuentra ubicado en las coordenadas 45°41′6″N 93°42′4″O / 45.68500, -93.70111. Según la Oficina del Censo de los Estados Unidos, el municipio tiene una superficie total de 88.86 km², de la cual 88,67 km² corresponden a tierra firme y (0,21 %) 0,18 km² es agua.

## Demografía
Según el censo de 2010, había 1385 personas residiendo en el municipio de Milo. La densidad de población era de 15,59 hab./km². De los 1385 habitantes, el municipio de Milo estaba compuesto por el 96,68 % blancos, el 0,22 % eran afroamericanos, el 1,3 % eran amerindios, el 0,07 % eran asiáticos, el 0,14 % eran de otras razas y el 1,59 % eran de una mezcla de razas. Del total de la población el 1,16 % eran hispanos o latinos de cualquier raza.